# Farnobio
Farnobio (fl. IV secolo) fu un capo dei Goti che morì per mano delle truppe di Frigerido nel 377, nel tentativo di conquistare la città di Illyricium.